# سبحان قلي قطبشاه
السُّلْطَانُ سُبْحَان قُلِي قُطْبشَاه بْنُ جَمْشِيْد قُلِي بْنِ سُلْطَان قُلِي قُطْبُ المُلْكِ (بالفارسية: سُلطان سُبحان‌قُلی قُطب‌شاه بن جمشید‌قُلی بن سُلطان‌قُلی قُطب‌المُلک) (950هـ - 957هـ المُوافق فيه 1543م - 1550م) المعروف اختصارًا بِـ«سبحان قلي قطبشاه»، هو ثالث سلاطين گُلكُندة من السُلالة القُطبشاهيَّة، جلس على تخت السَّلطنة وكان له من العُمر سبعُ سنين بُعَيد وفاة أبيه السُلطان جمشيد، لكن لم يدُم مُلكه طويلًا حيث أُقِيمَ عمُّهُ إبراهيم قُلي قُطبشاه سُلطانًا بدلًا منه، وقد توفِّي سبحان قُلي قُطبشاه في ذات العام ودُفِن في مقابر أسلافه.